# Jutta Stefan-Bastl
Jutta Stefan-Bastl (* 26. September 1946 in Graz; geboren als Jutta Bastl) ist eine österreichische Diplomatin. Sie war die österreichische Botschafterin in Slowenien, Indien und Japan.

## Leben
Sie studierte von 1964 bis 1968 Rechtswissenschaft an der Universität Graz und promovierte zum Doktor der Rechte. Von 1968 bis 1970 machte sie ein Gerichtspraktikum in Graz und Wien. Von 1970 bis 1972 besuchte sie die Diplomatische Akademie Wien, an der sie auch seit 1996 zu Themen der europäischen Sicherheit unterrichtet.
Jutta Stefan-Bastl ist verheiratet und hat einen Sohn.

## Diplomatischer Werdegang

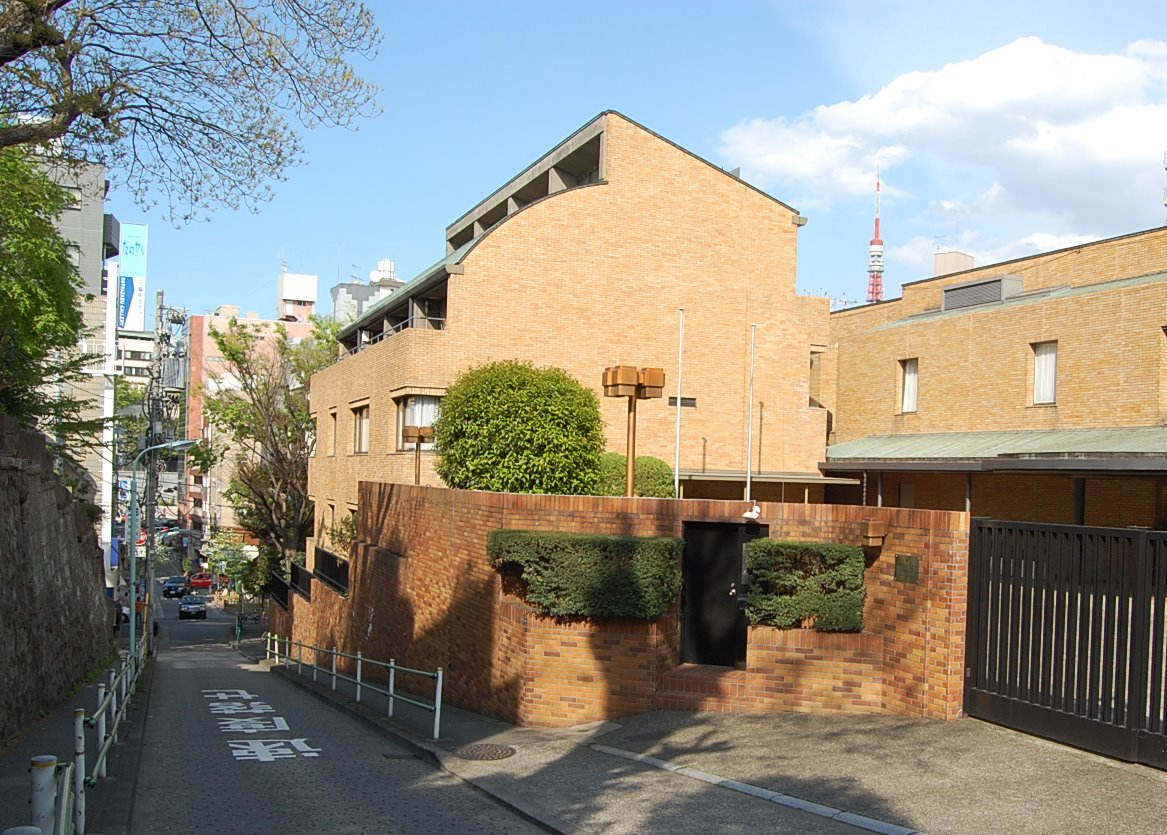
Österreichische Botschaft in Tokio 2007

Nachdem sie von 1972 bis 1973 beim Österreichischen Bundesministerium für auswärtige Angelegenheiten (BMaA) war, wurde sie von 1973 bis 1975 zur Österreichischen Vertretung beim Büro der Vereinten Nationen in Genf gesandt. Von 1975 bis 1981 war sie Erste Botschaftssekretärin an der Österreichischen Botschaft in Abidjan, Elfenbeinküste. Im Generalsekretariat des Österreichischen Außenministeriums (BMaA) beschäftigte sie sich bis 1985 mit internationalem Recht. Ihren nächsten Auslandseinsatz hatte sie von 1985 bis 1990 als Erstzugeteilte an der Österreichischen Botschaft in Peking. Von dort wechselte sie 1991 für ein Jahr als Österreichische Generalkonsulin nach Slowenien.
Ihre erste Akkreditierung als Botschafterin hatte Jutta Stefan-Bastl in Slowenien – von 1992 bis 1994 war sie dort Österreichische Botschafterin. 1995 kehrte sie zum Außenministerium zurück, sie war dort Leiterin der ständigen Österreichischen Vertretung und Abteilungsleiterin für die Organisation für Sicherheit und Zusammenarbeit in Europa (OSZE), dazu gehörte auch der Vorsitz im OSZE-Rat, der mindestens einmal in der Woche in Wien tagt, von Jänner bis Dezember 2000. Im April 2001 stellte sie sich in der Parlamentarischen Versammlung des Europarats zur Wahl als Richterin am Europäischen Gerichtshof für Menschenrechte (EGMR), verlor die Wahl jedoch ebenso wie ihre Mitbewerberin Elisabeth Bertagnoli gegen Elisabeth Steiner.
Von 2002 bis 2007 war Jutta Stefan-Bastl als Nachfolgerin von Herbert Traxl Botschafterin in Indien mit zusätzlicher Akkreditierung in Bangladesch, Bhutan, Nepal, den Malediven und Sri Lanka. Von Juni 2007 bis Juni 2012 war sie als Nachfolgerin von Peter Moser Österreichische Botschafterin in Japan. Ihr Nachfolger in Tokio ist Bernhard Zimburg. Als Österreichische Botschafterin in Japan war sie auch automatisch Ehrenvorsitzende der Deutschen Gesellschaft für Natur- und Völkerkunde Ostasiens.

## Auszeichnungen
- 2002: Großes Silbernes Ehrenzeichen für Verdienste um die Republik Österreich[5]